# Parque nacional de Si Satchanalai
El Parque nacional de Si Satchanalai (en tailandés, อุทยานแห่งชาติศรีสัชนาลัย) es un área protegida del norte de Tailandia, en la provincia de Sukhothai. Tiene una extensión de 213,20 kilómetros cuadrados. Fue declarado parque nacional en el año 1981, como el 26.º parque nacional del país.
En la zona abundan montañas escarpadas y acantilados rocosos. Las altas montañas como Doi Mae Wang Chang y Doi Mae Mok quedan de norte al sur en su borde occidental con una altitud de 300-1.200 m s. n. m., dejando la zona de llanura en torno al río Yom.